# Sarafina Hansen
Sarafina Olivia Hansen (* 7. Juni 2005) ist eine dänische Tennisspielerin.

## Karriere
Hansen spielt bislang überwiegend Turniere auf der ITF Women’s World Tennis Tour, wo sie bislang aber noch keinen Titel gewonnen hat.
Sie gab 2023 ihr Debüt in der Dänischen Fed-Cup-Mannschaft, wo sie je ein Einzel und Doppel bestritt, aber beide Matches verlor.